# Pourcy
Pourcy ist eine französische Gemeinde mit 192 Einwohnern (Stand: 1. Januar 2022) im Département Marne in der Region Grand Est (vor 2016: Champagne-Ardenne). Sie gehört zum Arrondissement Reims und zum Kanton Dormans-Paysages de Champagne. Die Einwohner werden Pourciens genannt.

## Geographie
Pourcy liegt etwa 21 Kilometer südwestlich von Reims am Ardre. Umgeben wird Pourcy von den Nachbargemeinden Marfaux im Norden und Nordwesten, Écueil im Nordosten, Nanteuil-la-Forêt im Süden und Osten sowie Chaumuzy im Westen und Südwesten.

## Bevölkerungsentwicklung
| Jahr                       | 1962 | 1968 | 1975 | 1982 | 1990 | 1999 | 2006 | 2018 |
| Einwohner                  | 124  | 105  | 96   | 128  | 153  | 173  | 180  | 194  |
| Quellen: Cassini und INSEE |      |      |      |      |      |      |      |      |

## Sehenswürdigkeiten

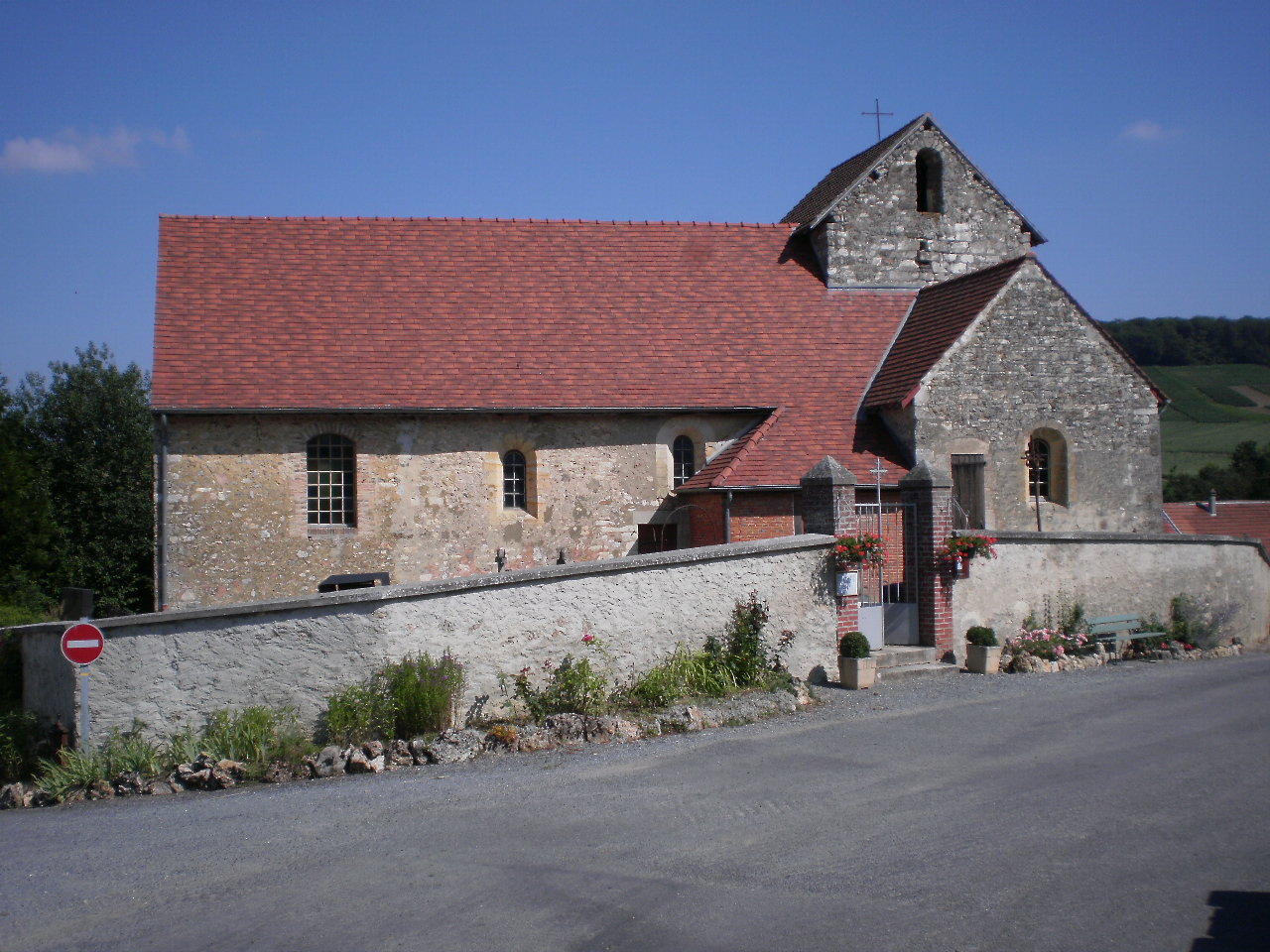
Kirche Saint-Rémi

- Kirche Saint-Rémi